# Jámison Olave
Jámison Olave Mosquera (Medellín, Antioquia, Colombia; 21 de abril de 1981) es un exfutbolista colombiano nacionalizado estadounidense ref. Jugaba como defensor. Es segundo entrenador en el Real Salt Lake desde 2024.

## Trayectoria

### Real Salt Lake
A comienzos de 2008 estuvo latente su llegada a Millonarios, pero el traspaso se frenó debido a una posible oferta de la Major League Soccer, la cual se concretó al club Real Salt Lake, con el cual ha tenido importantes campañas. En el año 2009 logró el título de campeón de la MLS Cup. En 2010 fue nombrado como el mejor defensa del año siendo así el primer latinoamericano en ganar este premio, y en 2011 fue parte del equipo ideal de la temporada.

## Clubes

### Como jugador
| Club                              | Div.                | Temporada           | Liga  | Liga  | Copas | Copas | Internacional | Internacional | Total | Total |
| Club                              | Div.                | Temporada           | Part. | Goles | Part. | Goles | Part.         | Goles         | Part. | Goles |
| --------------------------------- | ------------------- | ------------------- | ----- | ----- | ----- | ----- | ------------- | ------------- | ----- | ----- |
| Deportivo Cali · Colombia         | 1.ª                 | 2001                | 1     | 0     | -     | -     | -             | -             | 1     | 0     |
| Atlético Huila · Colombia         | 1.ª                 | 2002                | 5     | 0     | -     | -     | -             | -             | 5     | 0     |
| Atlético Huila · Colombia         | Total club          | Total club          | 5     | 0     | 0     | 0     | 0             | 0             | 5     | 0     |
| Patriotas Boyacá · Colombia       | 2.ª                 | 2003                | 18    | 2     | -     | -     | -             | -             | 18    | 2     |
| Patriotas Boyacá · Colombia       | Total club          | Total club          | 18    | 2     | 0     | 0     | 0             | 0             | 18    | 2     |
| Bogotá Chicó · Colombia           | 1.ª                 | 2004                | 34    | 0     | -     | -     | -             | -             | 34    | 0     |
| Bogotá Chicó · Colombia           | Total club          | Total club          | 34    | 0     | 0     | 0     | 0             | 0             | 34    | 0     |
| Deportivo Cali · Colombia         | 1.ª                 | 2005-07             | 97    | 4     | -     | -     | 2             | 0             | 99    | 4     |
| Deportivo Cali · Colombia         | Total club          | Total club          | 98    | 4     | 0     | 0     | 2             | 0             | 100   | 4     |
| Real Salt Lake Estados Unidos     | 1.ª                 | 2008                | 26    | 2     | -     | -     | -             | -             | 26    | 2     |
| Real Salt Lake Estados Unidos     | 1.ª                 | 2009                | 29    | 3     | -     | -     | -             | -             | 29    | 3     |
| Real Salt Lake Estados Unidos     | 1.ª                 | 2010                | 29    | 3     | -     | -     | 5             | 1             | 34    | 4     |
| Real Salt Lake Estados Unidos     | 1.ª                 | 2011                | 26    | 2     | 1     | 0     | 5             | 1             | 32    | 3     |
| Real Salt Lake Estados Unidos     | 1.ª                 | 2012                | 23    | 0     | 1     | 0     | 2             | 0             | 26    | 0     |
| New York Red Bulls Estados Unidos | 1.ª                 | 2013                | 30    | 4     | -     | -     | -             | -             | 30    | 4     |
| New York Red Bulls Estados Unidos | 1.ª                 | 2014                | 33    | 0     | -     | -     | -             | -             | 33    | 0     |
| New York Red Bulls Estados Unidos | Total club          | Total club          | 63    | 4     | 0     | 0     | 0             | 0             | 63    | 4     |
| Real Salt Lake Estados Unidos     | 1.ª                 | 2015                | 22    | 1     | -     | -     | 1             | 0             | 23    | 1     |
| Real Salt Lake Estados Unidos     | 1.ª                 | 2016                | 17    | 2     | 1     | 0     | 2             | 1             | 20    | 3     |
| Real Salt Lake Estados Unidos     | Total club          | Total club          | 172   | 13    | 3     | 0     | 15            | 3             | 190   | 16    |
| Total en su carrera               | Total en su carrera | Total en su carrera | 390   | 23    | 3     | 0     | 17            | 3             | 410   | 26    |

### Como asistente técnico
| Equipo                        | AT de:          | Periodo         | Periodo        |
| Equipo                        | AT de:          | Desde           | Hasta          |
| ----------------------------- | --------------- | --------------- | -------------- |
| Real Monarchs Estados Unidos  | Mark Briggs     | febrero de 2017 | agosto de 2018 |
| Real Monarchs Estados Unidos  | Martín Vásquez  | enero de 2019   | julio de 2019  |
| Real Salt Lake Estados Unidos | Pablo Mastroeni | enero de 2024   | Presente       |

### Como entrenador
| Equipo                       | Desde                | Hasta               | Partidos | Partidos | Partidos | Partidos |
| PJ                           | PG                   | PE                  | PP       |          |          |          |
| ---------------------------- | -------------------- | ------------------- | -------- | -------- | -------- | -------- |
| Real Monarchs Estados Unidos | 24 de agosto de 2018 | 21 de enero de 2019 | 11       | 3        | 7        | 1        |
| Real Monarchs Estados Unidos | 25 de julio de 2019  | 15 de enero de 2024 | 123      | 39       | 14       | 70       |
| Real Monarchs Estados Unidos | Total club           | Total club          | 134      | 42       | 21       | 71       |
| Consolidado Total            | Consolidado Total    | Consolidado Total   | 134      | 42       | 21       | 71       |

## Palmarés

### Campeonatos nacionales
| Título              | Club           | País           | Año  |
| ------------------- | -------------- | -------------- | ---- |
| Torneo Finalización | Deportivo Cali | Colombia       | 2005 |
| MLS Cup             | Real Salt Lake | Estados Unidos | 2009 |